# Recidiva (Mara Redeghieri)
Recidiva è il primo album solista di Mara Redeghieri, pubblicato nel 2017.
Nel 2019 viene pubblicata una nuova versione dell'album, per l'occasione intitolato Recidiva+.

## Tracce
Testi di Mara Redeghieri.
1. Augh
2. UomoNero
3. Cupamente
4. Pestifera (Cattura della)
5. STtrump
6. Nella casa
7. Anni luce
8. Romantica siderale
9. Madre dea
10. Io essere umana
11. Recidiva (non presente sulla versione LP)